# Astrapia
El género Astrapia lo forman cinco especies de la familia Paradisaeidae endémicas de Nueva Guinea, características por su larga cola y plumaje irisado.